# Arachosia duplovittata
Arachosia duplovittata är en spindelart som först beskrevs av Cândido Firmino de Mello-Leitão 1942.  
Arachosia duplovittata ingår i släktet Arachosia och familjen spökspindlar. Inga underarter finns listade i Catalogue of Life.